# تری‌متیلل‌اتان
تری‌متیلل‌اتان (به انگلیسی: Trimethylolethane) با فرمول شیمیایی C۵H۱۲O۳ یک ترکیب شیمیایی است. که جرم مولی آن ۱۲۰٫۱۵ g/mol می‌باشد. 